# Цукидзисидзё (станция)

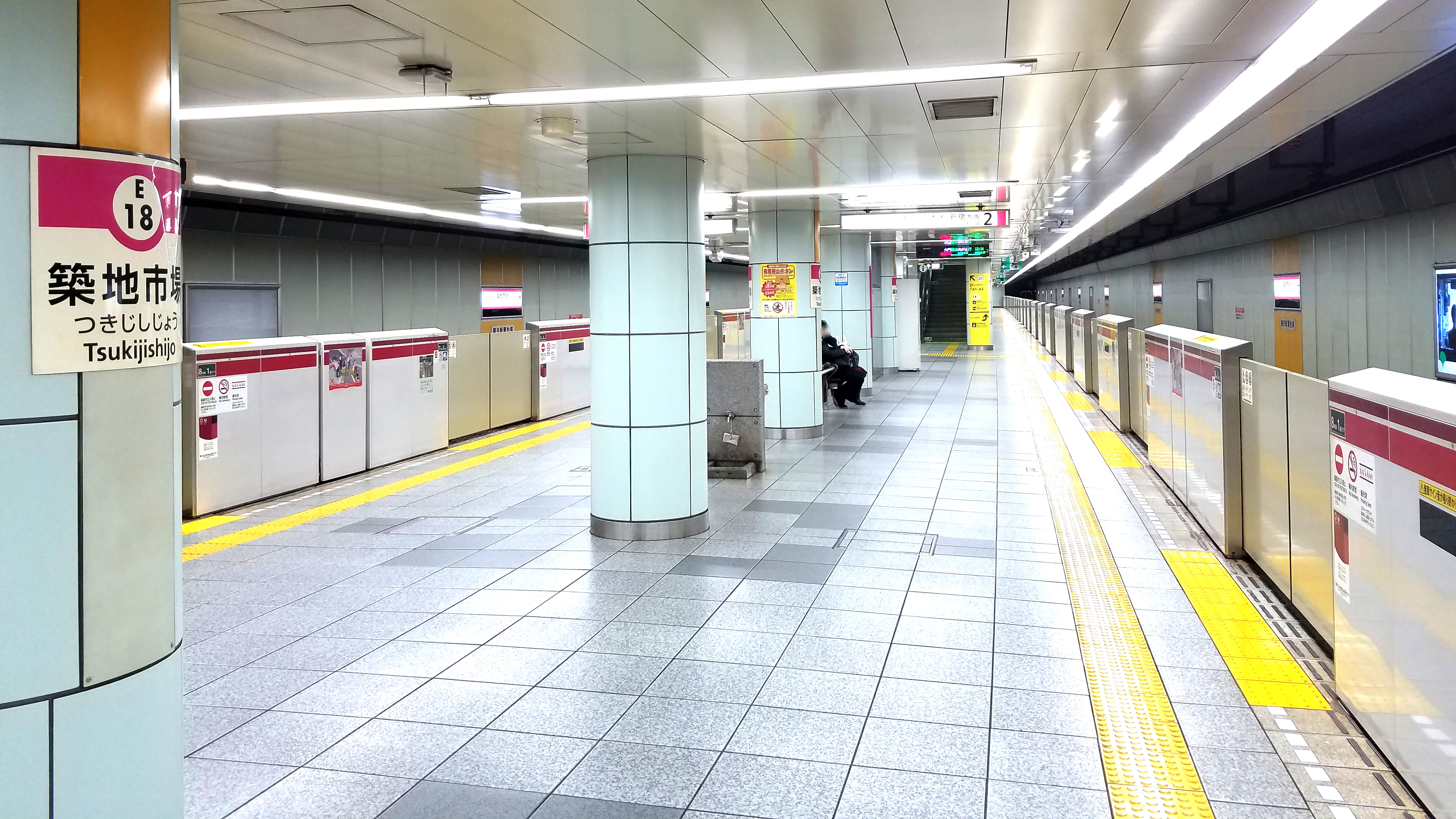
Платформа станции

Tsukijishijō Station (яп. 築地市場駅 tsukiji shijō eki) — железнодорожная станция на линии Оэдо расположенная в специальном районе Тюо, Токио. Станция обозначена номером E-18.  Неподалёку от станции расположен Рынок Цукидзи, так же здание газеты Асахи симбун. На станции установлены автоматические платформенные ворота.

## Планировка станции
Одна платформа островного типа и 2 пути.
| 1 | ○ Линия Оэдо | Рёгоку, Иидабаси |
| 2 | ○ Линия Оэдо | Даймон, Роппонги |

## Близлежащиен станции
| «        |  | Линия      |  | »       |
| -------- |  | ---------- |  | ------- |
| Катидоки |  | Линия Оэдо |  | Сиодомэ |